# Telestula mosaica
Telestula mosaica is een zachte koraalsoort uit de familie Clavulariidae. De koraalsoort komt uit het geslacht Telestula. Telestula mosaica werd in 1931 voor het eerst wetenschappelijk beschreven door Thomson & Dean. 